# Толуиловые кислоты
Толуи́ловые кисло́ты (метилбензойные кислоты) — ароматические органические соединения, метилпроизводные бензойной кислоты.Существует три изомера: 2-, 3- и 4-метилбензойные кислоты, или, соответственно, о-, м- и п-толуиловые кислоты.
Бесцветные кристаллы, хорошо растворимые в этаноле, диэтиловом эфире, ацетоне, хлороформе, плохо — в воде.

## Получение
- Окислением соответствующих ксилолов:

{\displaystyle {\ce {CH3-C6H4-CH3->[{\ce {[O]}}]CH3-C6H4-COOH}}}.
- Карбоксилированием соответствующего реактива Гриньяра:

{\displaystyle {\ce {CH3-C6H4-MgBr->[{\ce {H^{+},~~H2O}}][{\ce {CO2}}]CH3-C6H4-COOH}}}.
- Цианированием солей диазония:

{\displaystyle {\ce {CH3-C6H4-N2Cl ->[{\ce {H2O}}][{\ce {CuCN}}] CH3-C6H4-COOH}}}.

## Физические свойства
Толуиловые кислоты хорошо растворимы в этаноле, диэтиловом эфире, ацетоне, хлороформе, плохо — в воде.
|                                    | о-толуиловая кислота 2-метилбензойная кислота | м-толуиловая кислота 3-метилбензойная кислота | п-толуиловая кислота 4-метилбензойная кислота | бензойная кислота |
| ---------------------------------- | --------------------------------------------- | --------------------------------------------- | --------------------------------------------- | ----------------- |
| Структурная формула                |                                               |                                               |                                               |                   |
| Температура плавления, °С          | 107,5                                         | 111,7                                         | 178—178,5                                     | 122,4             |
| Температура кипения, °С            | 258—259                                       | 263                                           | 275                                           | 249,2             |
| Плотность, г/см³                   | 1,062                                         | 1,054                                         |                                               | 1,32              |
| Константа диссоциации, pKα         | 3,9                                           | 4,29                                          | 4,29                                          | 4,21              |
| Растворимость в воде при 25 °С, %  | 0,12                                          | 0,1                                           | 0,034                                         | 0,27              |
| Растворимость в воде при 100 °С, % | 3,0                                           | 1,7                                           | 1,3                                           | 2,275             |
| Регистрационный номер CAS          | 118-90-1                                      | 99-04-7                                       | 99-94-5                                       | 65-85-0           |

## Химические свойства
Толуиловые кислоты по химическим свойствам аналогичны бензойной кислоте.

## Применение
- В производстве красителей.
- Как реагент в аналитической химии.